# Stefano Modena
Stefano Modena (Modena, 12 de maio de 1963) é ex-automobilista italiano de Fórmula 1.

## Carreira
Em 1987 sagrou-se Campeão Internacional de Fórmula 3000 e estreou, em 15 de novembro do mesmo ano, na Fórmula 1 pilotando uma Brabham com motor BMW no Grande Prêmio da Austrália, última etapa do campeonato na vaga deixada por Riccardo Patrese, que foi para a Williams.
No ano de 1988 correu pela equipe EuroBrun, obtendo como melhor resultado uma 11ª primeira posição no Grande Prêmio da Hungria. Nos dois anos seguintes correu pela Brabham, onde conquistou um 3º lugar no Grande Prêmio de Mônaco de 1989. Em 1991, pilotou para a equipe Tyrrell, tendo conseguido o melhor resultado de sua carreira, um 2º lugar no Grande Prêmio do Canadá. No ano de 1992 encerrou a sua carreira correndo pela Jordan na última prova do ano, o Grande Prêmio da Austrália, marcando um ponto, o único conquistado pelo piloto e para a equipe.
Em 81 corridas, marcou 17 pontos e subiu ao pódio duas vezes.
Entre os anos de 1993 e 2000, participou de provas de carros de turismo na Itália e na Alemanha.
Atualmente, é piloto de testes da fábrica de pneus Bridgestone.

## Todos os resultados de Stefano Modena na Fórmula 1
(legenda)
| Ano  | Nome Oficial da Equipe    | Chassis        | Motor                | 1         | 2         | 3         | 4         | 5         | 6         | 7         | 8         | 9         | 10        | 11        | 12        | 13        | 14        | 15        | 16        | Pontos | Posição  |
| ---- | ------------------------- | -------------- | -------------------- | --------- | --------- | --------- | --------- | --------- | --------- | --------- | --------- | --------- | --------- | --------- | --------- | --------- | --------- | --------- | --------- | ------ | -------- |
| 1987 | Motor Racing Developments | Brabham BT56   | BMW M12/M13 L4 Turbo |           |           |           |           |           |           |           |           |           |           |           |           |           |           |           | AUS Ret G | 0      | NC       |
| 1988 | EuroBrun Racing           | EuroBrun ER188 | Ford Cosworth DFZ V8 | BRA Ret G | SMR NC G  | MON EXC G | MEX EXC G | CAN 12º G | DET Ret G | FRA 14º G | GBR 12º G | ALE Ret G | HUN 11º G | BEL NQ G  | ITA NQ G  | POR NQ G  | ESP 13º G | JAP NQ G  | AUS Ret G | 0      | NC (29º) |
| 1989 | Motor Racing Developments | Brabham BT58   | Judd EV V8           | BRA Ret P | SMR Ret P | MON 3º P  | MEX 10º P | EUA Ret P | CAN Ret P | FRA Ret P | GBR Ret P | ALE Ret P | HUN 11º P | BEL Ret P | ITA EXC P | POR 14º P | ESP Ret P | JAP Ret P | AUS 8º P  | 4      | 18º      |
| 1990 | Motor Racing Developments | Brabham BT58   | Judd EV V8           | EUA 5º P  | BRA Ret P |           |           |           |           |           |           |           |           |           |           |           |           |           |           | 2      | 17º      |
| 1990 | Motor Racing Developments | Brabham BT59   | Judd EV V8           |           |           | SMR Ret P | MON Ret P | CAN 7º P  | MEX 11º P | FRA 13º P | GBR 9º P  | ALE Ret P | HUN Ret P | BEL 17º P | ITA Ret P | POR Ret P | ESP Ret P | JAP Ret P | AUS 12º P | 2      | 17º      |
| 1991 | Braun Tyrrell Honda       | Tyrrell 020    | Honda RA101E V10     | EUA 4º P  | BRA Ret P | SMR Ret P | MON Ret P | CAN 2º P  | MEX 11º P | FRA Ret P | GBR 7º P  | ALE 13º P | HUN 12º P | BEL Ret P | ITA Ret P | POR Ret P | ESP 16º P | JAP 6º P  | AUS 10º P | 10     | 8º       |
| 1992 | Sasol Jordan Yamaha       | Jordan 192     | Yamaha OX99 V12      | AFS NQ G  | MEX Ret G | BRA Ret G | ESP NQ G  | SMR Ret G | MON Ret G | CAN Ret G | FRA Ret G | GBR Ret G | ALE NQ G  | HUN Ret G | BEL 15º G | ITA NQ G  | POR 13º G | JAP 7º G  | AUS 6º G  | 1      | 17º      |